# 圣母无玷始胎圣殿 (巴塞罗那)
圣母无玷始胎暨圣母升天圣殿（加泰罗尼亚语：Basílica de la Puríssima Concepció i Assumpció de Nostra Senyora）是一座罗马天主教宗座圣殿，位于加泰罗尼亚巴塞罗那。
该堂起源于 Jonqueres 修道院。1879年，又移来了将被拆除的圣弥额尔堂的钟楼。
2009年2月20日，教宗本笃十六世将其升格为乙级宗座圣殿，使之成为该市的第八座宗座圣殿。

## 参考

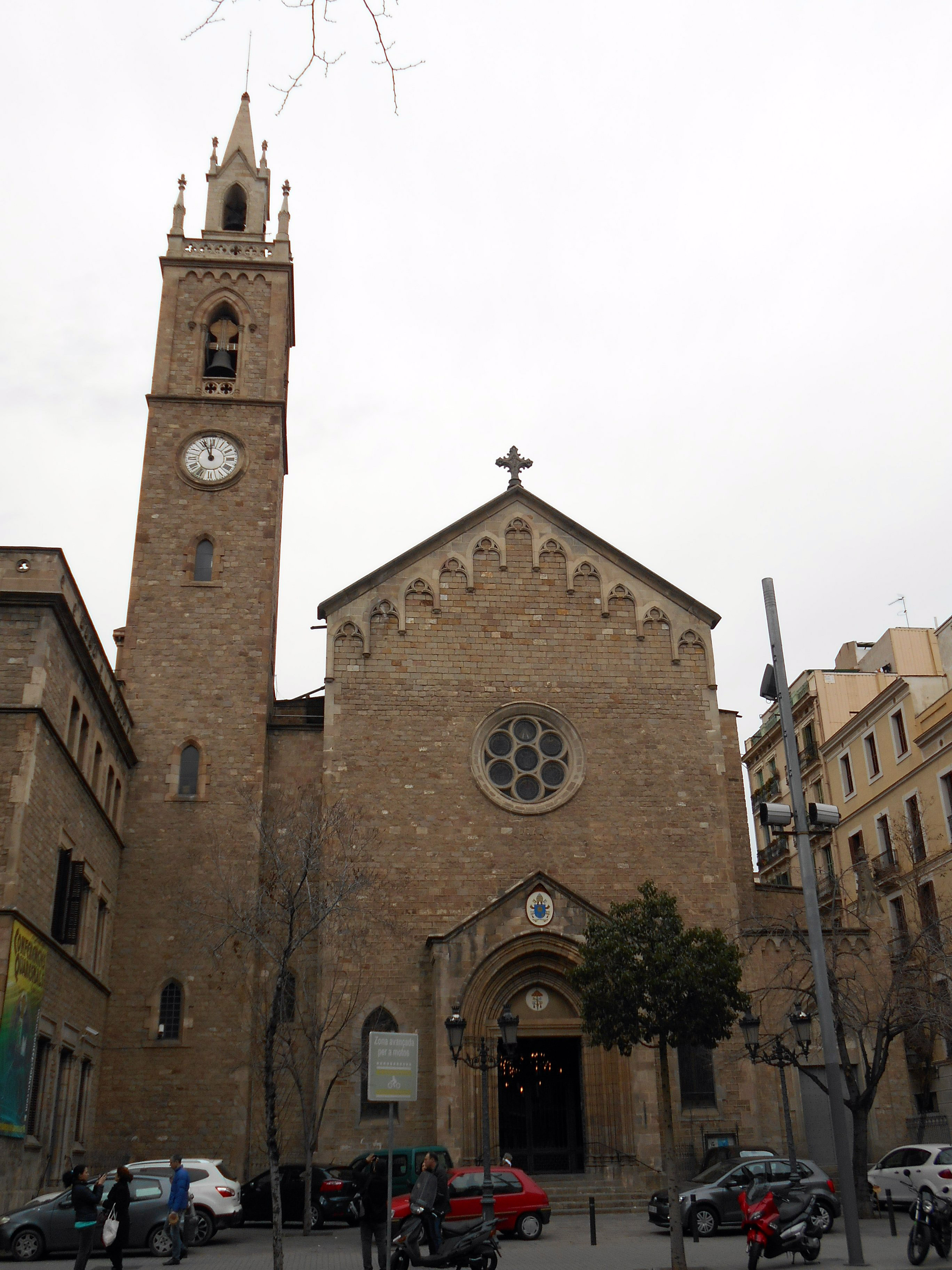